# 斯科平
斯科平是俄罗斯梁赞州的一个镇，距离首府梁赞约109公里，人口30,376（2010年）。自19世紀末開始，該小鎮以採礦業為主要工業，並利用該處生產之黏土製作陶瓷。